# Ángelos Liásos
Ángelos Liásos (en grec moderne : Άγγελος Λιάσος), né le 26 mai 2000 à Flórina en Grèce, est un footballeur grec qui évolue au poste de milieu défensif au PAS Giannina.

## Biographie

### En club
Né à Flórina en Grèce, Ángelos Liásos commence le football avec le club local du PAS Florina avant d'être formé par le PAS Giannina, qu'il rejoint à l'âge de 14 ans. Il devient un joueur clé des équipes U15 et U17 avant de s'installer avec les U20, et le 13 février 2018 il signe son premier contrat professionnel avec le PAS Giannina.
Il joue son premier match en professionnel lors d'une rencontre de championnat de deuxième division de Grèce le 20 septembre 2019 face à Panachaïkí. Il entre en jeu à la place de Alexandros Kartalis (en) et les deux équipes se neutralisent (1-1). Il est le premier joueur né après 2000 à jouer un match officiel pour le PAS .
Liásos fait sa première apparition dans la Superleague Elláda, l'élite du football grec, le 27 septembre 2020 contre l'Áris Salonique. Il entre en jeu à la place de Georgios Pamlidis (en) et la rencontre se solde par un match nul (2-2).
Liásos inscrit son premier but en professionnel le 17 avril 2021, lors d'un match de barrage contre le Volos FC. Titulaire, il marque le but égalisateur de son équipe (1-1 score final).

### En sélection
Ángelos Liásos joue son premier match avec l'équipe de Grèce espoirs le 3 septembre 2021 contre le Danemark. Il entre en jeu à la place de Apóstolos Konstantópoulos et les deux équipes se séparent sur un match nul de un partout.